# 国鉄C60形蒸気機関車
C60形は、かつて日本国有鉄道（国鉄）に在籍したテンダー式蒸気機関車である。C59形の改造により製作された。

## 登場の背景と構造
東海道本線、山陽本線などの幹線の電化に伴い、C59形は他の路線に転じることになった。しかしC59形は特甲線用のため軸重が大きすぎて、他の路線には入ることができなかったため、従台車を1軸から2軸に変更して軸重を軽減し、運用可能線区を拡大した。これをC60形とした。
従台車が2軸になったので軸配置はパシフィック（2C1=先輪2軸、動輪3軸、従輪1軸）からハドソン（2C2=先輪2軸、動輪3軸、従輪2軸）に変わっている。これによって若干牽引力が落ちている他は性能的にC59形とほぼ同等で、配属線区では従来の主力機·C57形を代替して輸送力強化に寄与するとともに、老朽化したC51形を直接あるいは間接的(捻出し転属させたC57形による玉突き)に淘汰した。
東海道本線が名古屋まで電化された1953年（昭和28年）から1955年（昭和30年）と、山陽本線の岡山電化並びに東北本線の福島電化に伴う1960年（昭和35年）と1961年（昭和36年）に、国鉄浜松工場と郡山工場で47両が改造された。C59の戦前形 (C59 1 - 100) を改造した39両には1 - 39の番号が、戦後形（C59 101以降）を改造した8両にはC60 101 - 108の番号が与えられている。
改造に際しては、機関部と炭水車間の中間連結器の改良や動力式火格子動揺装置の整備等も併施されたが、自動給炭装置については、C61形・C62形の計画時より石炭の質が改善されていたため、取り付けは見送られた。
従台車は1~17がD60形·D62形と同形の鋳鋼製台車枠のLT254形で、18~と101~はD61形と同じく溶接組立+円筒形コロ軸受+貨車から流用した12t短軸車輪のLT254Aとした。
本形式はさらなる増備を予定していたが、動力近代化計画の進行状況や、C60形自体の評判が必ずしも良くなかった（自動給炭装置がない。大半がC59戦前形改造のため、全長6 mに及ぶ煙管の清掃など、他形式よりボイラー保守の手間がかかる。運転整備重量がD51形より10 t以上重く、軌道や橋梁にかかる負担がより大きい等）ため、以後の増備はなかった。
このほか、本形式には当初炭水車上に容量2000リットルの重油タンクを搭載して重油併燃を行なう計画があり、C59戦前型の改造車にはタンクの位置を記した形式図も存在し、実際にタンクを載せた仙台機関区所属のC60 9の写真も存在する。
C60 9 - 17が重油併燃の対象となり、炭水車形式も7-2-25または7-2-25Aに改められたが、石炭搭載量が３割方減ると仙台から上野や青森までのロングラン運用に支障を来たすこともあり、本格的には運用されず、タンク等の重油併燃用装備は短期間で撤去されたか、初めから搭載されず配属された。

## 運用
東北本線（主に白河以北）・常磐線・奥羽本線（秋田以北）・鹿児島本線（主に鳥栖以南）・長崎本線・佐世保線など、輸送量が比較的大きな反面、電化が遅れている線区で普通列車から特急列車、さらには荷物列車までの運用をこなしていた。
東北本線、常磐線には1953年に竣工したC60 1 - 3を皮切りに、最終竣工機となったC60 39まで、47両中36両が配属された。（のちに無煙化の進展で8両が九州に転属した）
東北本線盛岡以北の区間などでは、C61形やD51形とともに重連または三重連などで、旅客列車や荷物列車、および特急・急行貨物列車を牽引した。
また、青森機関区には、1960年10月のダイヤ改正時に初めて本形式が配置され、老朽化が著しかったC51形を淘汰した。
奥羽本線では1960年10月から運用が始まり、1960年代前半までは、青森機関区に配置された一部のC61との共通運用で、急行「日本海」などの秋田 - 青森間の牽引を担当し、その後も1967年（昭和42年）10月のダイヤ改正まで、C61との共通運用で秋田以北の区間にて普通列車や荷物列車を牽引した。
九州には1960~61年に、C60 23を皮切りに11両が配置され、さらに東北本線、常磐線の電化やディーゼル化で余剰になった8両が1963・68年に転入し、鹿児島・長崎本線と佐世保線で運用された。
優等列車では長崎本線において寝台特急「さくら」、「あかつき」を牽引した。
また、鹿児島本線（鳥栖以南）では、特急列車の牽引には充当されなかったものの、急行列車などの牽引を行った。
さらに、鹿児島本線の門司 - 博多間では1961年ごろ、気動車化を目前にしていた特急「かもめ」を、所定のC59形に代わって牽引することもあった。
東北地方で使用されていたグループは、1968年10月の東北本線全線複線電化完成により退役し、保存用として仙台市に移管されたC60 1と、未電化だった鹿児島本線熊本以南に転用されたC60 16 - 18以外は廃車·解体された。
九州で使用されていたグループも、1970年（昭和45年）10月の鹿児島本線全線電化で退役し、1971年（昭和46年）までに全廃された。
なお、C60 8は青森機関区に所属していた1967年（昭和42年）に数か月間鹿児島機関区に貸し渡され、シールドビーム副灯を付けたまま鹿児島本線南部で運用されていたが、その転属、返却回送時には片道2000キロを超える青森 - 鹿児島間を往復し、関門トンネルを2度くぐった稀有な経歴がある。（C60形·C59形ともに、九州入りした機はほとんどがその地で生涯を終えた。例外は本機と1951年（昭和26年）に一時試験入線したC59 171と熊本機関区に一時貸し渡されていたC59 131のみ）
また、C60 36はC59 39であった1955年頃、広島区で固定式の明かり窓をキャブ前方に新設、合わせてキャブ側窓を下方へ拡張大型化されており、そのままの姿でC60に改造された。

## 新旧番号照合表
| 新番号        | 旧番号                                            | 改造所   | 改造年 |
| ------------- | ------------------------------------------------- | -------- | ------ |
| C60 1 - 4     | C59 27, 62, 59, 41                                | 浜松工場 | 1953年 |
| C60 5 - 16    | C59 54, 21, 49, 61, 46, 23, 58, 34, 65, 69, 4, 50 | 浜松工場 | 1954年 |
| C60 17        | C59 86                                            | 浜松工場 | 1955年 |
| C60 18 - 22   | C59 78, 100, 16, 70, 48                           | 郡山工場 | 1960年 |
| C60 23 - 33   | C59 17, 38, 76, 40, 47, 10, 91, 18, 60, 81, 68    | 浜松工場 | 1960年 |
| C60 34 - 39   | C59 26, 13, 39, 5, 89, 98                         | 浜松工場 | 1961年 |
| C60 101 - 105 | C59 130, 178, 128, 168, 101                       | 浜松工場 | 1960年 |
| C60 106 - 108 | C59 113, 165, 173                                 | 浜松工場 | 1961年 |

## 保存機
1968年に引退したC60 1は国鉄から仙台市に移管され、翌1969年（昭和44年）から青葉区の西公園に静態保存されている。保存のきっかけは、1968年10月に東北線が全線電化されるのに伴い、蒸気機関車が不要となることを知った滝浦真人（当時仙台市在住、7歳）が、この年の8月に国鉄東北支社に手紙を送ったことであった。1969年5月4日に日本国有鉄道仙台鉄道管理局長と仙台市長で車両貸借契約書が交わされ、翌5日の引渡し式後、西公園に運搬され現在地に設置された。なおこの一連のストーリーと運搬の様子は仙台放送のドキュメンタリー「走れ蒸気機関車！」にまとめられ、1969年5月25日に全国放送された。当初から野晒しのため塗装の劣化が進み、ナンバープレートなど部品の盗難被害もあったが、市民から補修を望む声が多く寄せられたため、2007年（平成19年）に始まった西公園の再整備事業に合わせて、2014年（平成26年）から東日本鉄道OB会の支援を受け車体外観の塗装と運転台内部の改修を行い、上部に屋根を設置する工事を開始、2016年（平成28年）に完成した。2018年10月13日-翌14日には特急「はつかり」の60周年を記念したヘッドマークを取り付けたイベントを仙台市内の蒸気機関車保存会メンバーが企画・実施した。また、2019年5月18日には東北福祉大学・鉄道交流ステーション第36回企画展「西公園C601ものがたり」が開催された。現在放送大学教授の滝浦氏と、手紙を受け取ってC601を選定した当時の国鉄東北支社車両課長長倉徳之進氏（仙台市蒸気機関車C601保存会会長）の初対面、トークショーがおこなわれた。
本機はC59 27からの改造機であり、煙室前面エプロンの形状や台枠付き直線箱形10-25形炭水車を備えるなど、戦前形C59形の特徴を有する。
現存し、形状を留めるC60形はこのC60 1が唯一で、他はすべて廃車後、解体処分されたが、福島県喜多方市内にはC60 20の動輪のみ保存された。

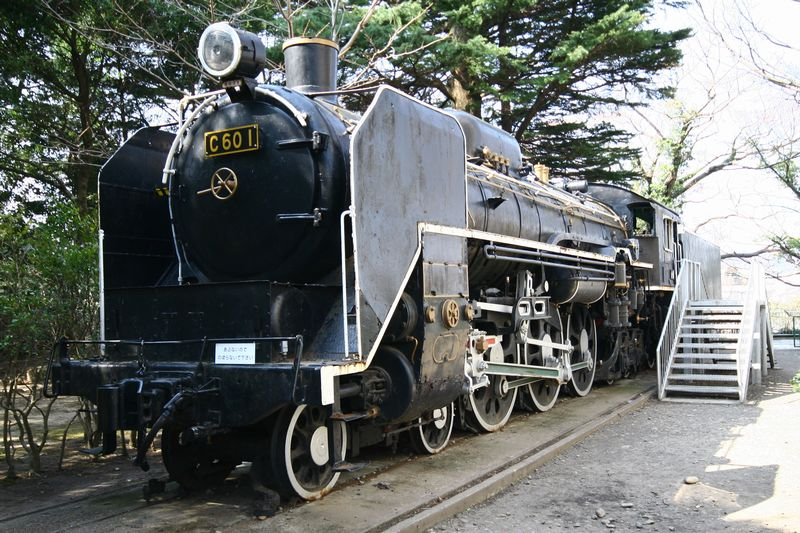
C60 1 （2008年撮影）
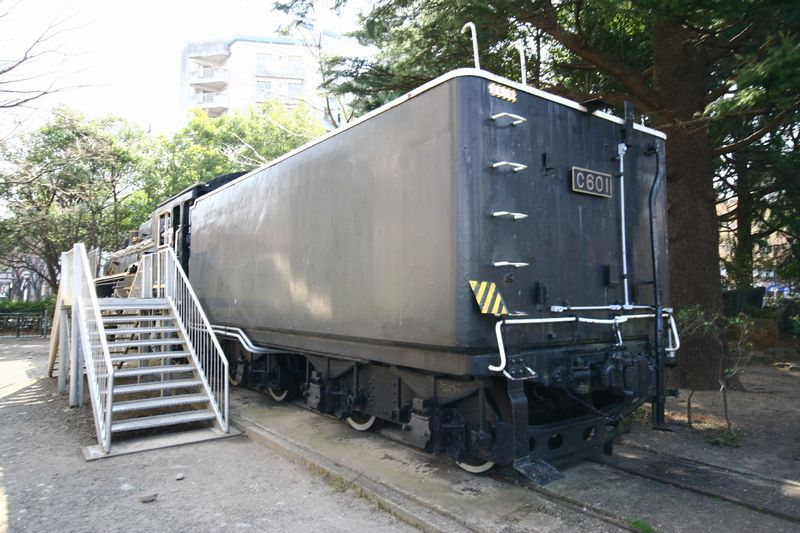
炭水車 （2008年撮影）
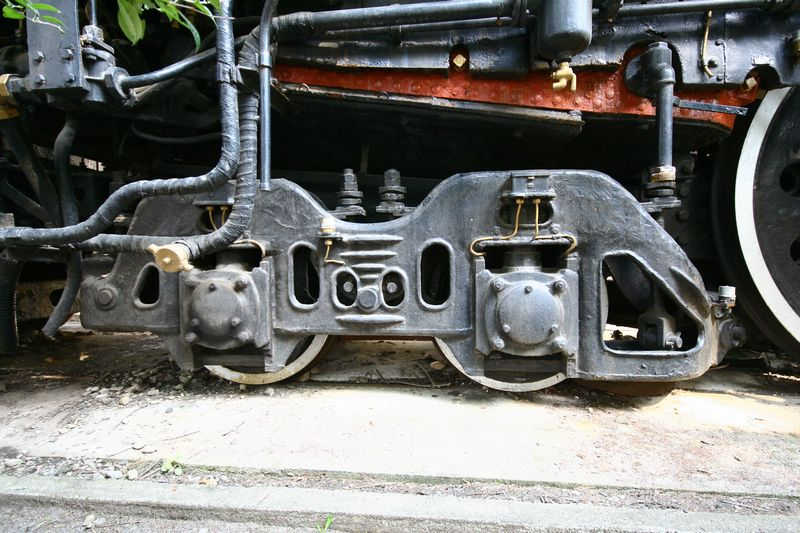
従台車 （2008年撮影）
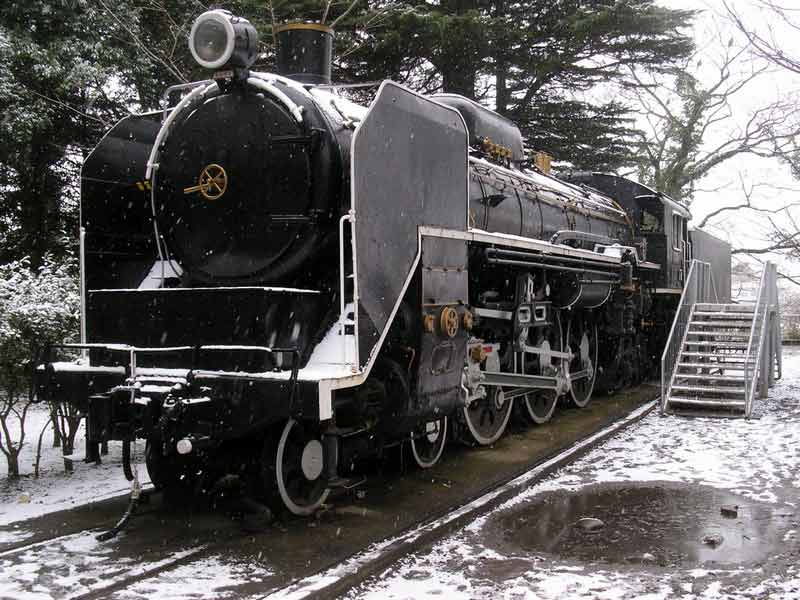
ナンバープレートが盗難にあった際の写真 （2005年撮影）